# Ruiterstandbeeld van Dzjengis Khan

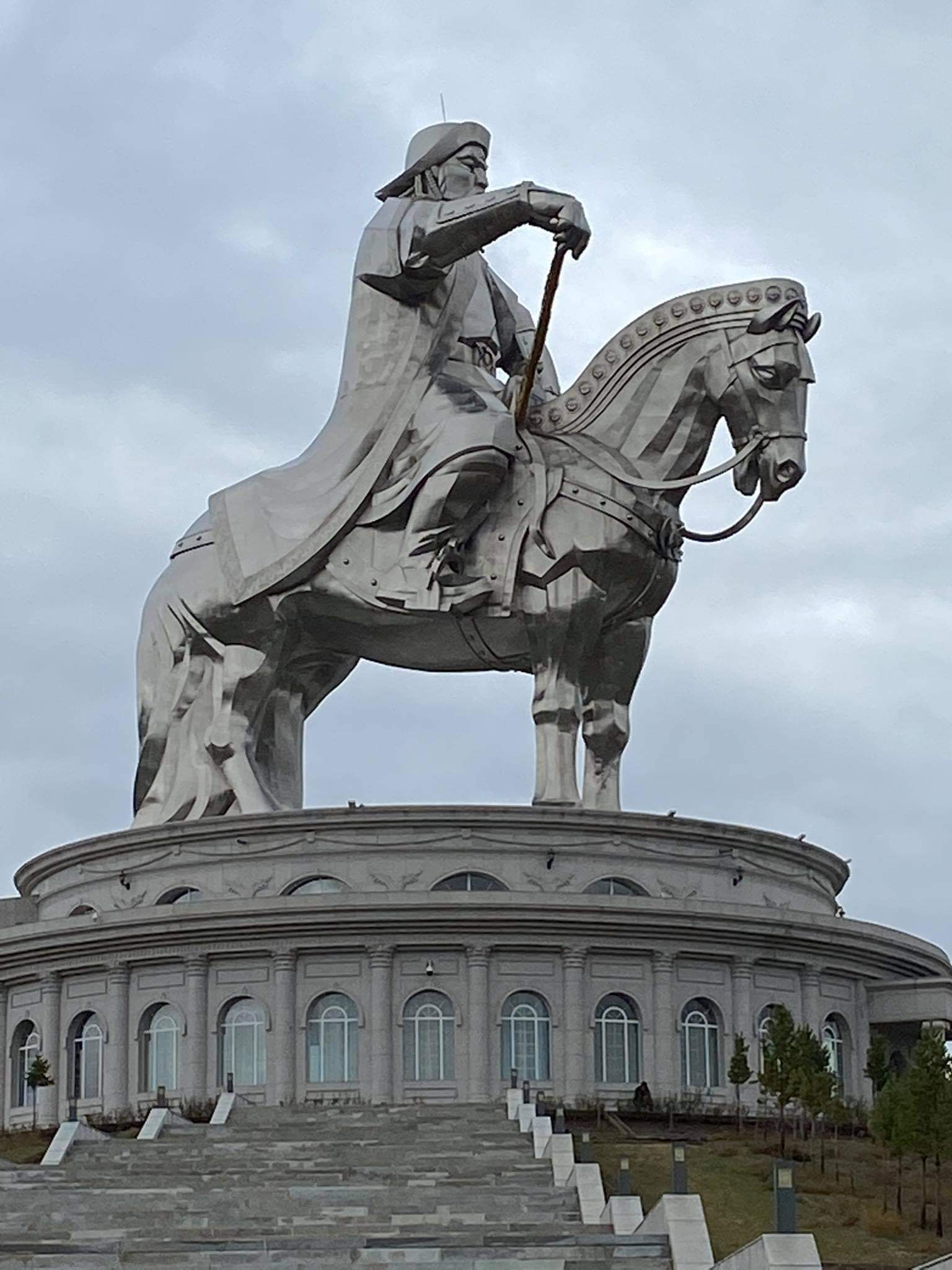
Ruiterstandbeeld van Dzjengis Khan

Het Ruiterstandbeeld van Dzjengis Khan, deel van het Standbeeldcomplex Dzjengis Khan (Mongools Чингис хааны морьт хөшөө), is een 40 meter hoog stalen standbeeld van Dzjengis Khan op een paard. Het standbeeld staat niet ver van de rivier Tuul, 54 kilometer ten oosten van Ulaanbataar. Het standbeeld is symbolisch in oostelijke richting geplaatst, naar de geboorteplaats van Khan en rust op een bezoekerscentrum. Het standbeeld werd onthuld in 2008.
Het is voor bezoekers mogelijk om via een trap in de nek op het hoofd van het paard te lopen, vanwaar er een panoramisch uitzicht is over het uitgestrekte Mongoolse landschap. 